# Pedicularis dubia
Pedicularis dubia är en snyltrotsväxtart som beskrevs av Boris Fedtjenko. Pedicularis dubia ingår i släktet spiror, och familjen snyltrotsväxter. Inga underarter finns listade i Catalogue of Life.